# Stella Hay
Stella Hay, bürgerlich Stella Ehrlich, (geboren 7. Februar 1893 in Wien; gestorben 1943 im Konzentrationslager Auschwitz) war eine österreichische Theaterschauspielerin mit einem Abstecher zum Film.

## Leben und Wirken
Stella Hay erhielt im Alter von 20 Jahren ihr erstes Festengagement, das sie in der Spielzeit 1913/14 an das Deutsche Künstlertheater Berlin führte. In den kommenden Jahren ist kein weiteres Festengagement mehr feststellbar, sodass sie vermutlich überwiegend an Tournee- oder sehr kleinen Bühnen bzw. Kabaretts auftrat. 1931 absolvierte Stella Hay ihren einzigen (und winzigen) Auftritt vor der Kamera, in dem Lustspiel Strohwitwer.
Mit der Machtergreifung durch die Nationalsozialisten erhielt die jüdische Künstlerin Auftrittsverbot und fand fortan nur noch Arbeit im Kulturbund Deutscher Juden Berlin. Dort sah man Stella Hay unter anderem im Oktober 1934 in dem Programm Freuden der Sommerreise, im April 1935 in einem Kleinkunst-Abend von und mit Max Ehrlich und im Januar 1937 in dem Lustspiel Essig und Öl, abermals inszeniert von Max Ehrlich. Weitere, allein auf ein jüdisches Publikum, zum Teil vor Schulklassen, aufgeführte Stücke mit Hays Mitwirkung waren Kleists Der zerbrochne Krug (1937), Moretos Donna Diana (1938) und Benaventes Der tugendhafte Glücksritter (1940) in einer Inszenierung von Fritz Wisten.
Als aus Berlin die letzten verbliebenen Juden in die Konzentrationslager in Richtung Osten verschleppt werden sollten, befand sich am 17. Mai 1943 auch Stella Hay mit ihrem zehn Jahre älteren Gatten Kurt Ehrlich und weiteren 393 Leidensgenossen in einem Zug, dem 38. Osttransport, auf dem Weg ins Vernichtungslager Auschwitz. Es ist anzunehmen, dass die 50-jährige Künstlerin kurz nach der Ankunft ermordet wurde.